# Compacta (gènere)
Compacta és un gènere d'arnes de la família Crambidae.

## Taxonomia
- Compacta capitalis (Grote, 1881)
- Compacta hirtalis (Guenée, 1854)
- Compacta hirtaloidalis (Dyar, 1912)
- Compacta nigrolinealis (Warren, 1892)